# Liste der Nummer-eins-Hits in Deutschland (1974)
Diese Liste enthält alle Nummer-eins-Hits in Deutschland im Jahr 1974. Es gab in diesem Jahr zwölf Nummer-eins-Singles und sechs Nummer-eins-Alben.
| Singles | Alben |
| --- | --- |
| - Lobo: I’d Love You to Want Me - 7 Wochen (19. November 1973 – 6. Januar 1974, insgesamt 13 Wochen; → 1973) - Mireille Mathieu: La Paloma, ade - 1 Woche (7. Januar – 13. Januar) - Lobo: I’d Love You to Want Me - 5 Wochen (14. Januar – 17. Februar, insgesamt 13 Wochen) - The Sweet: Teenage Rampage - 6 Wochen (18. Februar – 31. März, insgesamt 7 Wochen) - Dan the Banjo Man: Dan the Banjo Man - 1 Woche (1. April – 7. April) - The Sweet: Teenage Rampage - 1 Woche (8. April – 14. April, insgesamt 7 Wochen) - Nazareth: This Flight Tonight - 1 Woche (15. April – 21. April) - Terry Jacks: Seasons in the Sun - 7 Wochen (22. April – 9. Juni, insgesamt 8 Wochen) - ABBA: Waterloo - 1 Woche (10. Juni – 16. Juni, insgesamt 4 Wochen) - Terry Jacks: Seasons in the Sun - 1 Woche (17. Juni – 23. Juni, insgesamt 8 Wochen) - ABBA: Waterloo - 3 Wochen (24. Juni – 14. Juli, insgesamt 4 Wochen) - The Rubettes: Sugar Baby Love - 2 Wochen (15. Juli – 28. Juli, insgesamt 6 Wochen) - Vicky Leandros: Theo, wir fahr’n nach Lodz - 1 Woche (29. Juli – 4. August) - The Rubettes: Sugar Baby Love - 4 Wochen (5. August – 1. September, insgesamt 6 Wochen) - George McCrae: Rock Your Baby - 10 Wochen (2. September – 10. November) - Carl Douglas: Kung Fu Fighting - 7 Wochen (11. November – 29. Dezember) - Michael Holm: Tränen lügen nicht - 4 Wochen (30. Dezember 1974 – 26. Januar 1975, insgesamt 5 Wochen; → 1975) | - Demis Roussos – Forever and Ever - 1 Monat (15. Dezember 1973 – 14. Januar 1974) - Verschiedene Interpreten (K-tel) – 20 Power Hits - 3 Monate (15. Januar – 14. April) - Deep Purple – Burn - 2 Monate (15. April – 14. Juni) - Otto – Otto 2 - 4 Monate (15. Juni – 14. Oktober) - George McCrae – Rock Your Baby - 1 Monat (15. Oktober – 14. November) - Verschiedene Interpreten (K-tel) – Music Power - 2 Monate (15. November 1974 – 14. Januar 1975) |